# Rigsstatholdere i Norge
Rigsstatholderen i Norge (svensk: Ståthållaren) var en titel på en person, der på kongens vegne ledte en del af et rige. Ordet kommer fra tysk, Statthalter, der betyder stedfortræder, og var altså kongens stedfortræder i Norge, både under unionen med Danmark, og senerehen også under unionen med Sverige.

## Union med Danmark
Embedet som rigsstatholder eksisterende allerede under unionen mellem Danmark og Norge. Embedet blev oprettet i 1572, og var med enkelte afbrydelser besat frem til 1771.
Rigsstatholderen var almindeligvis også lensmand for Akershus Len, og var traditionelt anset for at være den højeste myndighed i Norge. Men sammenlignet med andre lensmænd, og efter 1660, amtmænd, synes han at have været den første blandt ligemænd, snarere end en overordnet. Embedet indflydelse varierede dog efter hvilken person, der besad det. Der har været flere ophold i kontinuiteten i rigsstatholderembedet. Det kan delvis forklares med, at opgaverne, som rigsstatsholderen varetog, var færre end tidligere, og at der derfor var mindre behov for en kontinuerlig «jourhavende». Desuden kunne kongen afvente at udnævne en ny, eller nedlægge embedet, hvis det tjente ham bedre, ikke at have en selvstændig, pro-norsk aktør i Norge.
Embedet blev genoprettet i 1807, idet forbindelsen mellem København og Norge blev afbrudt som følge af Napoleonskrigene.

## Union med Sverige
Statholder eller Vicekonge var under den første del af unionen mellem Sverige og Norge (1814–1905) navnet på stillingen som leder af den norske regering og øverstkommanderende for det norske forsvar, når kongen ikke selv varetog dette ansvar. Embedet blev oprettet, da man reviderede den norske grundlov i 1814. Heri bestemte §12, §13 og §15, at en statholder kunne blive udnævnt. Statholderen skulle have sæde i Christiania (nu Oslo) og lede den norske regering, når kongen var fraværende (i Stockholm). I enkelte perioder fungerede kronprinserne som vicekonger.
Embedet var besat af svenskere fra 1814 til 1829. Protester førte til, at den stod ubesat frem til 1836, hvor Herman Wedel Jarlsberg som den første nordmand indtog embedet. Han blev i 1841 afløst af Severin Løvenskiold, men embedet stod igen ubesat fra 1856 til det formelt blev afskaffet i 1873.
Norske krav om at nedlægge embedet, var årsagen til statholderstriden i 1850- og 60-erne. Stortinget vedtog i 1859 at nedlægge statholderembedet, men Oscar 1. nedlagde veto. Efterfølgeren, Karl 15., var villig til at nedlægge »lydrigemærket«, men blev under svensk pres nødt til at nedlægge veto. Dette skabte den første alvorlige konflikt i unionen, og den udløste en regeringskrise i Norge. Konflikten, der havde baggrund i staternes forskellige opfattelse af unionsvilkårene, blev stadig mere tilspidset, og endte med unionsopløsningen i 1905.

## Liste over norske statholdere 1572–1814
- Povel Huitfeldt (1572–1577)
- Ludvig Ludvigsson Munk (1577–1583)
- Axel Gyldenstierne (1588–1601)
- Jørgen Friis (1601–1608)
- Enevold Kruse (1608–1618)
- Jens Juel (1618–1629)
- Christoffer Urne (1629–1642)
- Hannibal Sehested (1642–1651)
- Gregers Krabbe (1651–1655)
- Niels Trolle (1656–1661)
- Iver Krabbe (1661–1664)
- Ulrik Frederik Gyldenløve (1664–1699)
  - Ove Juul (vicestatholder) (1669–1674)
  - Erik Banner (vicestatholder) (1679–1681)
  - Just Høg (vicestatholder) (1682–1694)
  - Frederik Gabel (vicestatholder) (1699–1708)
  - Johan Vibe (vicestatholder) (1708–1710)
- Woldemar Løvendal (1710–1712)
  - Claus Heinrich von Vieregg (vicestatholder) (1712–1713)
  - Frederik Krag (vicestatholder) (1714–1721)
- Ditlev Vibe (1721–1731)
- Christian Rantzau (1731–1739)
  - (Patroclus Rømeling (1731–1733))
- Embedet nedlagt 1739–1750
  - (Hans Jacob Arnoldt (1739–1750))
  - Jacob Benzon (vicestatholder) (1750–1770)
- Carl af Hessen (titulær statholder) (1766–1770)
- Jacob Benzon (1770–1771)
- Embedet nedlagt 1771–1809
- Christian August (1809–1810)
- Frederik af Hessen (1810–1813)
- Christian Frederik (1813–1814)